# Inessivus
Inessivus - przypadek w językach aglutynacyjnych i fleksyjnych oznaczający przebywanie desygnatu wewnątrz pewnego określonego obiektu. Występuje w językach ugrofińskich, zwłaszcza węgierskim i fińskim. 

## Język fiński
Końcówką inessiwu w języku fińskim jest -ssa lub -ssä. Wybór końcówki zależy od harmonii samogłosek. Ta sama końcówka obowiązuje w liczbie mnogiej. Z uwagi na to, że końcówka zaczyna się dwiema spółgłoskami, wywołuje zazwyczaj zjawisko wymiany stóp, w wyniku którego rdzeń wyrazu przyjmuje tzw. stopę słabą.
- metsä (las) - metsässä (w lesie) metsissä (w lasach)
- Puola (Polska) - Puolassa (w Polsce) he asuvat Puolassa (oni mieszkają w Polsce)

## Język węgierski
Końcówką inessiwu jest ban lub ben (zgodnie z harmonią samogłoskową)
- vonatban – w pociągu
- szekrényben – w szafie